# Степова сільська рада (Дніпровський район)
| Степова сільська рада — орган місцевого самоврядування у Дніпровському районі Дніпропетровської області з адміністративним центром у c. Степове. Знаходиться на правобережжі Дніпра у західному куті Дніпропетровського району на берегах Мокрої й Сухої Сури. Сільській раді підпорядковані населені пункти: - c. Степове - с. Благовіщенка |

## Склад ради
Рада складається з 12 депутатів та голови.

## Керівний склад сільської ради
| ПІБ                           | Основні відомості                                                                  | Дата обрання | Дата звільнення |
| ----------------------------- | ---------------------------------------------------------------------------------- | ------------ | --------------- |
| Щетініна Наталія Михайлівна   | Сільський голова, 1963 року народження, освіта, член Соціалістичної партії України | 26.03.2006   | 31.10.2010      |
| Світличний Юрій Володимирович | Сільський голова, 1968 року народження, освіта вища, член Партії регіонів          | 31.10.2010   |                 |

Примітка: таблиця складена за даними джерела